# Iván Tsijan
Ivan Rygóravich Tsijan (en bielorruso: Іва́н Рыго́равіч Ці́хан) o Iván Grigórievich Tijon (del ruso: Ива́н Григо́рьевич Ти́хон); (24 de julio de 1976) es un lanzador de martillo bielorruso. Ha sido dos veces campeón mundial y medallista olímpico. Mide 185 cm de alto y pesa 105 kg. Su apellido se translitera al inglés como Tsikhan o Tikhon.

## Carrera deportiva
Tsijan comenzó su carrera internacional compitiendo en el Campeonato Mundial de Atletismo de 1997, el Campeonato Europeo de Atletismo de 1998, y terminó tercero empatado en los Juegos Olímpicos del año 2000 (pero se lo ubicó en cuarta posición porque su segunda mejor marca era menor a la del otro competidor). Luego compitió sin mucho éxito en los Juegos 2001 Summer Universiade, el Campeonato Europeo de Atletismo del año 2002, y el Campeonato Mundial de Atletismo del año 2001.
En el año 2003 Tsijan se destacó al romper la barrera de los 80 m por primera vez. Ganó el Campeonato Mundial de Atletismo de 2003 en París, con una marca de 83,03 m. Ganó los Juegos 2003 Summer Universiade, y fue tercero en la Final Mundial del 2003 del IAAF. Su mejor marca fue de 84,32 m, conseguida en agosto en Minsk.
En 2004, en los Juegos Olímpicos en Atenas Tsijan ganó la medalla de plata con  una marca de 79,81 m, sin embargo luego de repetir la medición de su muestra de dopado en el 2012 el IOC lo descalificó. En la final del Campeonato Atlético Mundial de 2004 de IAAF obtuvo la medalla de plata. Su mejor marca ese año fue de 84,46 m, en agosto en Minsk.
En 2005, logró defender con éxito su título de campeón mundial en el Campeonato Mundial de Atletismo del 2005 en París con una marca de 83,89 m. En el Campeonato nacional de Bielorrusia Brest en julio, logró una marca 1 cm inferior al récord mundial de 86,74 m en manos de Yuri Sedyj desde 1986. Al final de la temporada ganó la Final del Campeonato Mundial de Atletismo de IAAF 2005.
En 2006, Tsijan ganó el Campeonato europeo de Atletismo. También terminó segundo en la Final del Campeonato Mundial de Atletismo 2006 IAAF y la Copa Mundial 2006 de la IAAF. Su mejor marca de esta temporada fue 81,12 m.
En 2007 Tsijan ganó su tercer Campeonato Mundial de Atletismo con un lanzamiento de 83,64 m, que fue su mejor marca esa temporada. Nuevamente ganó la Final del Campeonato de Atletismo Mundial 2007 del IAAF.
En 2008, su mejor marca fue de 84,51 m, la que consiguió en julio en Grodno.

## Mejor marca personal
- 84,51 m (Grodno, 09/07/2008)

## Progresión de sus marcas
- 2015 77,46 m  Yerino 24/07/2015
- 2012 82,81 m  Brest,BLR  25/05/2012
- 2008 84,51 m  Grodno 09/07/2008
- 2007 83,63 m  Osaka 27/08/2007
- 2006 81,12 m  Stuttgart 10/09/2006
- 2004 84,46 m  Minsk 07/05/2004
- 2003 84,32 m  Minsk 08/08/2003
- 2002 79,04 m  Minsk 29/06/2002
- 2001 78,73 m  Brest, BLR 08/06/2001
- 2000 79,85 m  Minsk 27/06/2000
- 1999 70,37 m   04/09/1999
- 1998 78,03 m  Saint-Denis 04/06/1998
- 1997 77,46 m  Turku 11/07/1997
- 1996 75,32 m  Minsk 13/07/1996
- 1995 66,84 m   01/01/1995
- 1994 62,66 m   01/01/1994
- 1993 61,32 m   13/07/1993
- 1992 55,91 m   06/05/1992